# 中盛糧油工業
中盛糧油工業控股有限公司（除牌時1194.HK）曾是香港交易所上市的公司，當時經營生產食油產品，當時主要基地深圳、山東等地區，但由於長期虧損，所有虧損業務出售，現在由中國貴金屬取代上市。